# ICE TD
DB 605(Baureihe 605) 또는 ICE TD는 도이체 반의 디젤 전기식 고속 동차였다. 초기 프로젝트 명칭 중에는 VT 605, ICT-VT도 있었으며, 이름의 TD는 동력 분산식 디젤(Triebzug-Diesel) 또는 틸팅 디젤(Tilting Diesel)을 의미한다. 독일의 디젤 동차 중 가장 속도가 빨랐던 열차였으며, 2000년 1월 13일 시험 운행에서 222 km/h를 기록했다.
납품 계약은 1996년에 체결되어 2001년부터 영업 운행을 시작했지만 2003년에 차량 문제로 인하여 정규 운행에서 제외되었다. 한동안 유치 상태로 있었다가 2006년부터 운행이 재개되었다. 마지막까지 운행했던 노선은 함부르크-덴마크 구간이며, 2016년 12월에 매일 1편성으로 축소되었다가 2017년 10월 2일에 운행 계통이 폐지되었다.
2016년 말에는 총 생산분 중 4편성만 운행 가능한 상태였고, 15편성이 매각 대상으로 지정되었으나 인수 희망자를 찾지 못했다. 도이체 반에서는 2017년 이후 운행이 경제적이지 않다고 판단했다. 2018년에는 DB 시스템테흐니크(DB Systemtechnik)에 2편성이 양도되었고, 이 중 한 편성이 기술 시험용 열차인 어드밴스트 트레인랩(Advanced TrainLab)으로 변경되었다.

## 개요
1994년, ICE 1, ICE 2 개발에 성공하면서 독일철도는 새로운 인터시티익스프레스 모델의 개발을 시작했다. 이 모델은 ICE T로 개발 이후 독일철도는 ICE T의 플랫폼을 이용해 디젤 차량을 만들기 시작했다.
1996년에 최초로 제작에 들어갔고 20편성이 생산되었다. 1998년에 최초 편성이 조립되었고 1999년 4월에 시범 운행이 시작되었다. 2000년에 시범 운행을 하면서 영업 최고 속도가 222km를 달성했다. 2001년에 뮌헨 ~ 드레스덴을 잇는 노선을 운행을 시작으로 이후 스위스 취리히까지 운행했다.
그러나 기술적 문제로 인하여 2002년 12월 2일에 운행이 중단되었다. 2006년 FIFA 월드컵에 맞춰 다시 운행을 재개했고 2007년 말에는 독일과 덴마크간 서비스를 위해 베를린에서 함부르크를 거쳐 코펜하겐까지 운행을 시작했다. 독일철도가 덴마크 철도 기업인 덴마크 철도에 임대를 제안했고 이를 수용해 운행이 가능했다.
하지만 2016년에 덴마크 철도 측에서 유지 비용을 문제 삼으며 13편성의 임대 계약을 해지 요청했다. 독일철도 측에서 유지 비용 문제를 수용하면서 함부르크에서 코펜하겐까지 달리는 1편성을 제외하고 전량 퇴역했다. 2017년 10월에 마지막 편성이 퇴역과 동시에 이 모델은 단종 처리되었다.

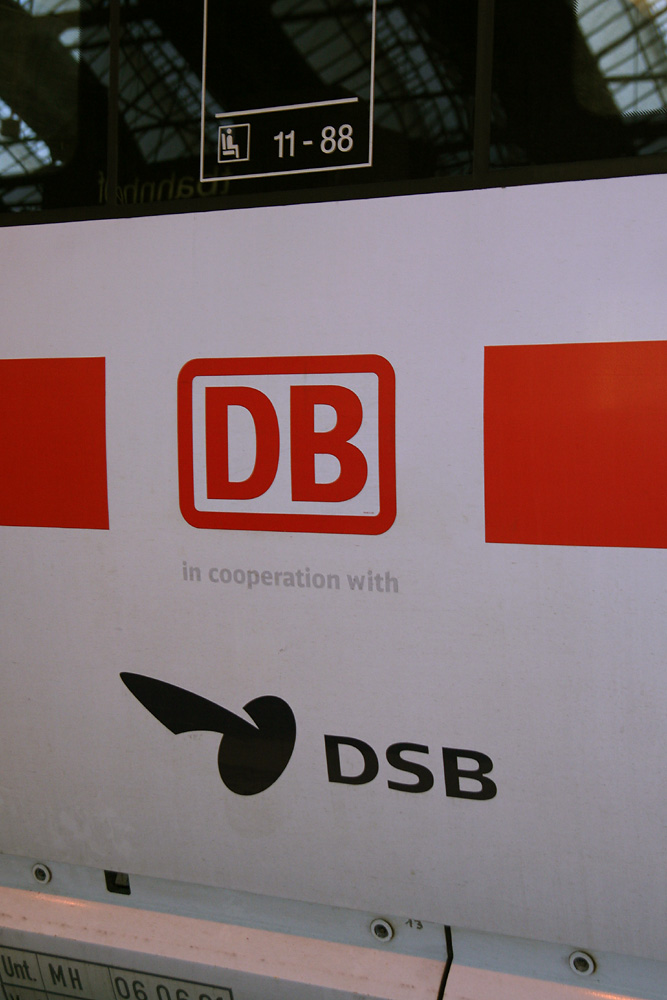
독일철도, 덴마크 철도 로고
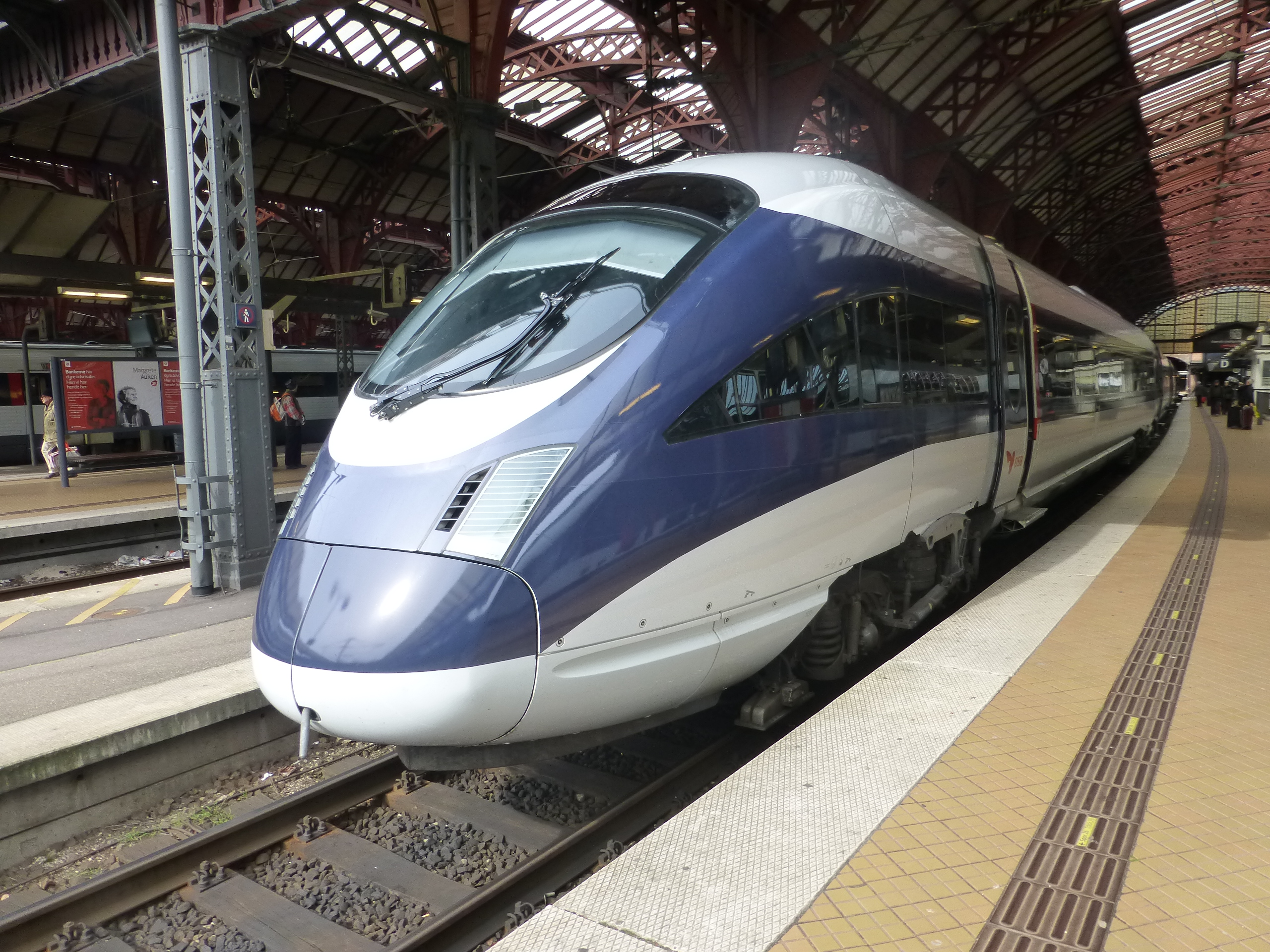
ICE TD 신도장
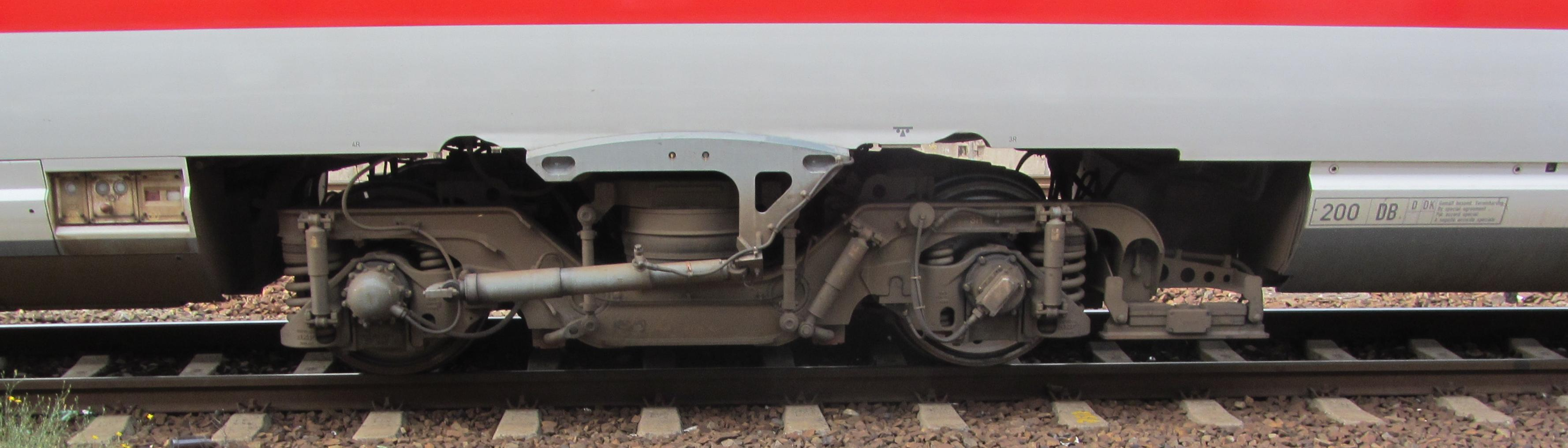
ICE TD 대차

## 편성
1량 4편성으로 구성되어 있다.
- 605.0형: 2등석 선두차, 8석 규모 라운지, 좌석 공간 55석. 좌석 공간의 앞쪽 4.8 m는 신속 환장형 공간(Quick-Change-Bereich)으로 지정되어 좌석 15개 대신 자전거 10대 거치형으로 변경할 수 있으나, 해당 옵션이 사용된 적은 없었다.
- 605.1형: 2등석 중간차, 좌석 공간 45석, 유아 동반석 6석, 공중 전화기, 장애인용 및 일반형 화장실.
- 605.2형: 2등석 중간차, 좌석 공간 40석(흡연석으로 계획됨), 갤리, 차장실, 승객용 및 승무원용 화장실.
- 605.5형: 1등석 선두차, 6석 규모 라운지, 좌석 공간 35석. 당초에는 흡연 공간과 비흡연 공간으로 구분되어 있어서 통로변 좌석 5석이 흡연석으로 계획되었다.

선두차의 전장은 27.0 m, 중간차의 전장은 25.0 m이다. 차량간 통로의 길이는 90 cm이다. 시트피치는 2등석 971 mm, 1등석 1010 mm이다. 605.2형 차량을 제외한 나머지 차량에는 수하물 유치 공간이 설치되어 있다.
최대 3편성이 병결 운행 가능하다. 초기에는 ICE T 및 ICE 3과 병결 운행 및 총괄제어가 계획되었으나 소프트웨어 변경으로 인하여 ICE T 및 ICE 3과의 병결 운행은 실현되지 않았다. 이론적으로는 8량 편성으로 연장이 가능하였고, 추가로 팬터그래프, 고압모선, 변압기를 설치하여 하이브리드 차량으로 변경할 수 있도록 설계되었으나 실현되지는 않았다.
2000년 6월 설립된 TEE 레일 얼라이언스(TEE Rail Alliance)의 일부로 스위스 연방철도에서는 RABDe 500 열차와 ICE TC/ICE T를 병결 운행 가능하도록 개수할 계획이 있었다. 2001년 초에 실제 차량이 제작되었을 때에는 이 계획이 취소되었다.

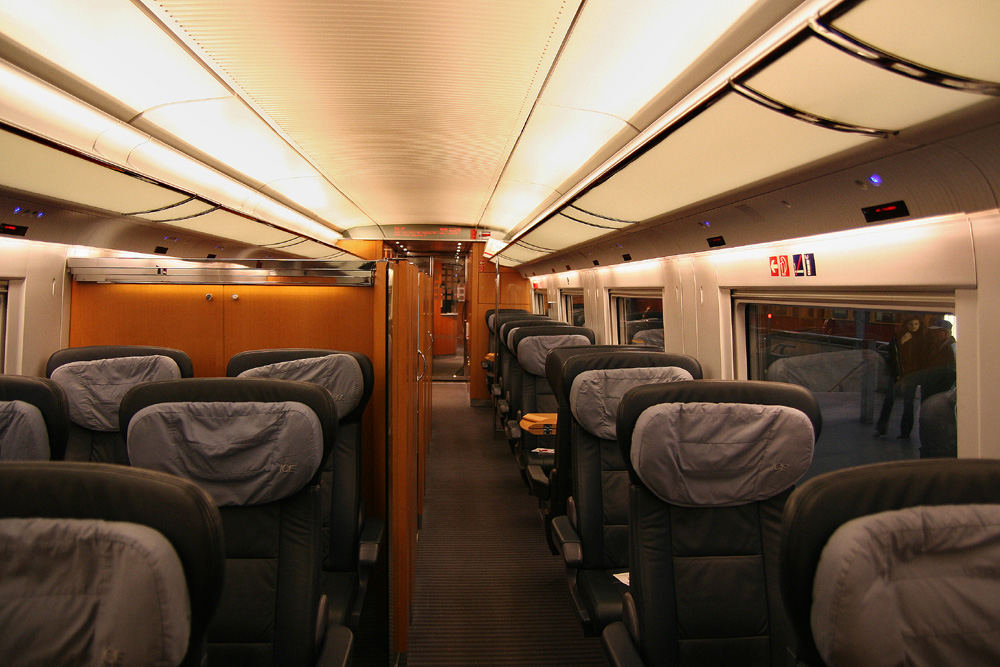
ICE TD 퍼스트 클레스
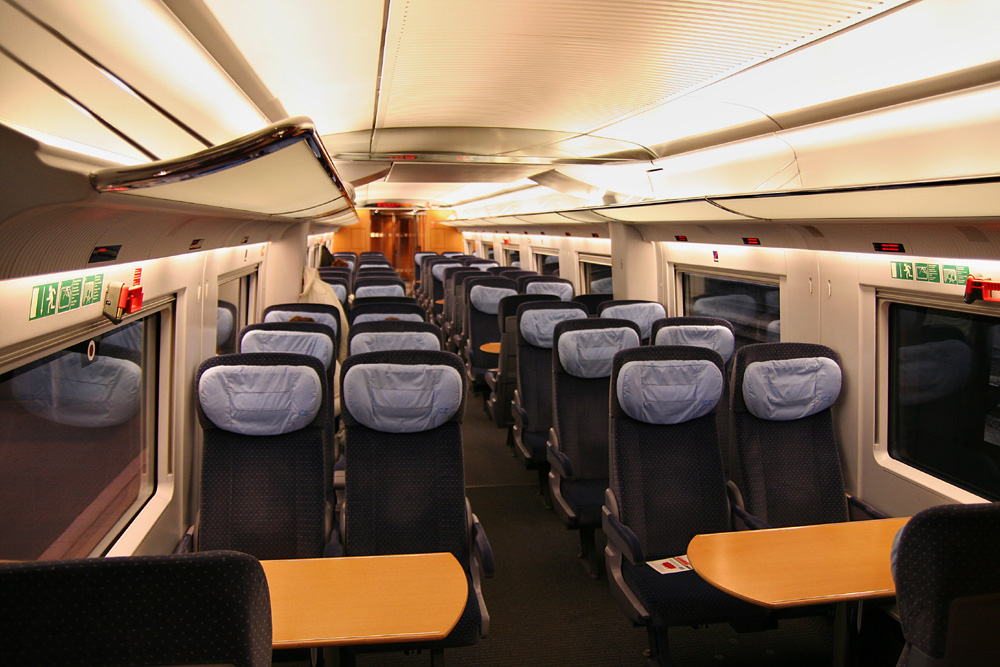
ICE TD 세컨드 클레스

### 자전거 휴대
ICE TD는 자전거 휴대를 고려한 최초의 ICE 동차였다. 2등석 선두차의 신속 환장형 공간에 자전거 거치대 설치가 준비되어 있었고, 고정형 좌석 8석을 한 쪽 벽에는 접이식 좌석 3석과 다른 쪽 벽에는 자전거 거치대로 변경할 수 있도록 설계되었다. 실제 영업 운행 시기에는 자전거 거치대로 개조되지 않았다.

## 같이 보기
- 틸팅 열차
- ICE T
- 인터시티익스프레스